# Ґлембоке (Кольський повіт)
Ґлембоке (пол. Głębokie) — село в Польщі, у гміні Ольшувка Кольського повіту Великопольського воєводства.
Населення — 407 осіб (2011).
У 1975-1998 роках село належало до Конінського воєводства.

## Демографія
Демографічна структура станом на 31 березня 2011 року:
|          | Загалом | Допрацездатний вік | Працездатний вік | Постпрацездатний вік |
| -------- | ------- | ------------------ | ---------------- | -------------------- |
| Чоловіки | 188     | 41                 | 117              | 30                   |
| Жінки    | 219     | 57                 | 107              | 55                   |
| Разом    | 407     | 98                 | 224              | 85                   |